# Hémine (unité)
Pour les articles homonymes, voir hémine.
Une hémine est une ancienne mesure de volume romaine valant un demi setier soit environ 0,27 litre.

## Description
L'hémine valait la moitié du sextarius, soit 0.271 litre. Elle portait aussi le nom de Cotyle.
Au Moyen Âge et jusqu'au XVIIIe siècle, l'hémine était aussi une mesure utilisée en France pour les grains mais sa capacité variait selon les provinces.
On appelait héminage, un droit prélevé en nature par le seigneur au Moyen Âge, sur chaque hémine de blé vendu dans sa circonscription féodale ainsi que la somme payée pour la conservation des grains mis en dépôt.